# Vu Huidžu
Vu Huidžu (kitajsko: 吳蕙如; pinjin: Wú Huìrú; Wade–Giles: Wu Hui-ju), tajvanska lokostrelka, * 12. november 1982, Tajnan, Tajvan.
Sodelovala je na lokostrelskem delu poletnih olimpijskih igrah 2004.